# Südafrikanische Alpine Skimeisterschaften 2016
Die Südafrikanischen Alpinen Skimeisterschaften 2016 fanden am 27. Juli 2016 im Tiffindell Ski Resort statt.
Es wurden nur Slalomläufe ausgetragen.

## Teilnehmer
| Europa (10 Länder)                                    | Europa (10 Länder)                                              | Europa (10 Länder) |
| ----------------------------------------------------- | --------------------------------------------------------------- | ------------------ |
| - Belgien - Estland - Finnland - Frankreich - Italien | - Luxemburg - Polen - Schweiz - Ungarn - Vereinigtes Königreich |                    |
| Afrika (1 Land)                                       |                                                                 |                    |
| - Südafrika                                           |                                                                 |                    |

## Streckendaten
|                    | Damen            | Herren           |
| ------------------ | ---------------- | ---------------- |
| Startzeit 1. Lauf  | 9:00 Uhr         | 11:00 Uhr        |
| Startzeit 2. Lauf  | 10:00 Uhr        | 12:00 Uhr        |
| Seehöhe Start      | 2.852 m          | 2.852 m          |
| Seehöhe Ziel       | 2.712 m          | 2.712 m          |
| Höhendifferenz     | 140 m            | 140 m            |
| Streckenlänge      | ?                | ?                |
| Kurssetzer 1. Lauf | A. Heath (RSA)   | A. Heath (RSA)   |
| Kurssetzer 2. Lauf | M. Erhardt (HUN) | M. Erhardt (HUN) |
| Tore 1. Lauf       | 44               | 44               |
| Tore 2. Lauf       | 44               | 44               |

## Damen

### Slalom
| Platz | Name                     | Zeit        |
| ----- | ------------------------ | ----------- |
| 01    | Janina Makinen (FIN)     | 1:31,18 min |
| 02    | Maria Luczak (POL)       | 1:31,71 min |
| 07    | Rachel Elizabeth Olivier | 1:51,02 min |
| 08    | Elri Naude               | 1:59,43 min |
| 09    | Khaliswa Hastaga         | 2:06,02 min |

Datum: 27. Juli 2016

Ort: Tiffindell Ski Resort

## Herren

### Slalom
| Platz | Name                  | Zeit        |
| ----- | --------------------- | ----------- |
| 01    | Niklas Nihtila (FIN)  | 1:24,10 min |
| 02    | Davide Brignone (ITA) | 1:24,97 min |
| 12    | Connor Wilson         | 1:34,56 min |
| 13    | Sive Speelman         | 1:35,21 min |
| 14    | Tsotane Dywili        | 1:39,57 min |

Datum: 27. Juli 2016

Ort: Tiffindell Ski Resort